# Strijkkwartet nr. 5 (Sjostakovitsj)
Dmitri Sjostakovitsj's Strijkkwartet Nr. 5 in Bes (opus 92) werd geschreven in de herfst van 1952.
De première vond plaats in Leningrad in 1953. Het 5e Strijkkwartet werd toen voorgedragen door het Beethoven Quartet, voor wie het Strijkkwartet ook speciaal was opgedragen.
Het werk bestaat uit drie delen:
1. Allegro non troppo
2. Andante
3. Moderato - Allegretto - Andante

In het 5e Strijkkwartet heeft Sjostakovitsj zijn naam verwerkt volgens het DSCH-motief.
Strijkkwartet nr. 1 · Strijkkwartet nr. 2 · Strijkkwartet nr. 3 · Strijkkwartet nr. 4 · Strijkkwartet nr. 5 · Strijkkwartet nr. 6 · Strijkkwartet nr. 7 · Strijkkwartet nr. 8 · Strijkkwartet nr. 9 · Strijkkwartet nr. 10 · Strijkkwartet nr. 11 · Strijkkwartet nr. 12 · Strijkkwartet nr. 13 · Strijkkwartet nr. 14 · Strijkkwartet nr. 15